# Aeschropteryx invisata
Aeschropteryx invisata är en fjärilsart som beskrevs av Achille Guenée 1858. Aeschropteryx invisata ingår i släktet Aeschropteryx och familjen mätare. Inga underarter finns listade i Catalogue of Life.